# Col de Jau
Der Col de Jau ist ein 1506 m hoher Pass im französischen Teil der Pyrenäen. Er liegt auf der Grenze der Départements Aude im Norden und Pyrénées-Orientales im Süden.
Der Pass befindet sich zwischen Pic Dourmidou und dem Massif du Madrès mit dem Pic de Madrès als höchster Erhebung. Die Passstraße verbindet die Orte Axat im Tal der Aude mit Catllar und Prades im Têt-Tal. Die Südseite liegt im regionalen Naturpark Katalanische Pyrenäen.

## Streckenprofil
Von Axat beträgt die Streckenlänge bis zur Passhöhe 21,7 Kilometer mit einem Höhenunterschied von 1106 Metern. Die steilsten Abschnitte sind etwa nach zehn und fünfzehn Kilometern mit 8 % bis 10 %, der Durchschnitt der Steigung beträgt 5,1 %.
Der Anstieg ab der Brücke über die Têt bei Prades ist etwa 25 Kilometer lang, von Catllar 23 Kilometer. Mit einem Durchschnitt von 5,1 % liegt die Steigung im ersten Teil der Strecke meistens bei 3 % bis 4 %, im zweiten oft bei 7 % bis 8 %.